# Hoppstädten
Hoppstädten est une municipalité de la Verbandsgemeinde Lauterecken, dans l'arrondissement de Kusel, en Rhénanie-Palatinat, dans l'ouest de l'Allemagne.

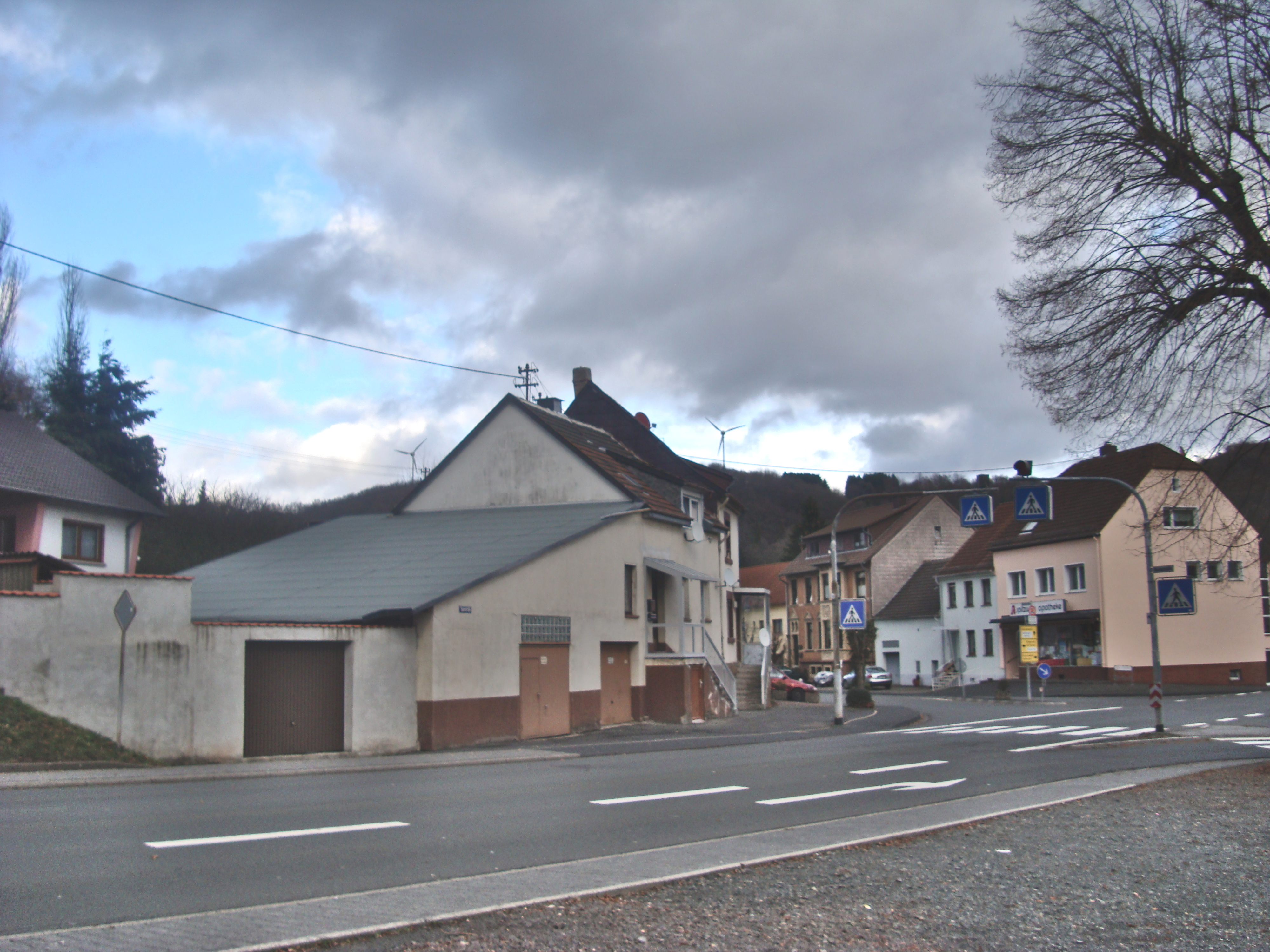
Hoppstädten vu de l'arrêt de train